# Auditorium Conciliazione
Auditorium Conciliazione – audytorium zlokalizowane przy Via della Conciliazione w Rzymie.

## Historia
Audytorium zostało zbudowane przy okazji reorganizacji urbanistycznej na terenie rione Borgo w latach 30. XX wieku. Autorem projektu był architekt Marcello Piacentini. Miała pełnić funkcję sali przeznaczonej na papieskie audiencje. Oficjalne otwarcie miało miejsce w 1950 roku za pontyfikatu papieża Piusa XII. W latach 1958–2003 była siedzibą Narodowej Orkiestry Akademii Świętej Cecylii (wł. Orchestra dell’Accademia Nazionale di Santa Cecilia). W 1971 audytorium przestało pełnić funkcję papieskiej sali audiencyjnej, po otwarciu w 1971 roku Auli Pawła VI.
W 1975 architekt Gino Pavolini wprowadził zmiany w strukturze sali, które ulepszyły jej akustykę. W latach 90. XX wieku przebudowano scenę i utworzono nowe miejsce dla orkiestry. Zamontowano też dębowe panele dla ulepszenia akustyki.
W audytorium występowali, m.in. Artur Rubinstein, Leonard Bernstein, Igor Strawinski, Herbert von Karajan, Igor Markevitch, Aldo Ceccato, Giuseppe Sinopoli, Seiji Ozawa, Riccardo Muti, Myung-Whun Chung.
Auditorium Conciliazione było miejscem wręczania nagród filmowych David di Donatello.

## Struktura
Duża sala, o powierzchni 1250 m², może pomieścić 1763 osoby. Powierzchnia sceny wynosi 300 m². Sala wyposażona jest w ekran o powierzchni 90 m² oraz zaawansowany systemem projekcji kinowej i nagłośnienia. Foyer, które może być użyte jako sala konferencyjna, ma powierzchnię użytkową 733 m² i może pomieścić 500 miejsc siedzących. Na terenie obiektu znajduje się też duża restauracja.